# Аидзу-Вакамацу
Аидзу-Вакамацу е град в префектура Фукушима, Япония. Населението му е 120 841 жители (по приблизителна оценка към октомври 2018 г.), а площта му e 383,03 кв. км. Намира се в часова зона UTC+9. Основан е през 1899 г. Средната годишна температура е около 12 градуса.